# 17280 Shelly
17280 Shelly este un asteroid din centura principală de asteroizi.

## Descriere
17280 Shelly este un asteroid din centura principală de asteroizi. A fost descoperit pe 6 iunie 2000 la Stația Anderson Mesa în cadrul programului LONEOS. El prezintă o orbită caracterizată de o semiaxă mare de 2,17 ua, o excentricitate de 0,20 și o înclinație de 2,6° în raport cu ecliptica.